# Wiruje świat
"Wiruje świat" - singel grupy Wanda i Banda, wydany w 2005 roku. Autorem muzyki jest G. Jurczak, słowa napisała Wanda Kwietniewska.

## Twórcy
Zespół
- Wanda Kwietniewska – vocal
- Krzysztof Gabłoński – gitara, vocal
- Krzysztof Bożek – gitara
- Piotr Korzonek – gitara basowa
- Filip Leszczyński – perkusja
- Kasia Szubartowska – instrumenty perkusyjne, vocal

Personel
- Producent - Jarek "Jasiu" Kidawa
- Producent - Wanda Kwietniewska
- Masteri - Jacek Gawłowski, "Master Lab - Studio"
- Nagranie zrealizowano w "Kidawa Studio" - lipiec 2005